# Aleksandrs Koliņko
Aleksandrs Koliņko (ur. 18 lipca 1975 w Rydze) – łotewski piłkarz grający na pozycji bramkarza w klubie Bałtika Kaliningrad. Jego debiut w reprezentacji narodowej miał miejsce 9 sierpnia 1997 roku w zremisowanym meczu przeciwko Estonii. Wystąpił w 86 meczach pierwszej reprezentacji swojego kraju, w tym we wszystkich trzech rozegranych na Mistrzostwach Europy w 2004 roku.

## Sukcesy
- Pięciokrotnie mistrzostwo Łotwy
- Trzykrotnie wicemistrzostwo Łotwy
- Trzykrotnie Puchar Łotwy
- Piłkarz roku 2006 na Łotwie